# Cyrtulus bountyi
Cyrtulus bountyi is een slakkensoort uit de familie van de Fasciolariidae. De wetenschappelijke naam van de soort werd in 1975 voor het eerst geldig gepubliceerd door H.A. Rehder en B.R. Wilson.